# Maireana thesioides
Maireana thesioides là loài thực vật có hoa thuộc họ Dền. Loài này được (C. Gardner) Paul G. Wilson mô tả khoa học đầu tiên năm 1975.